# Lista mărilor lumii în funcție de suprafață

Harta oceanelor și principalelor mări ale lumii conform Organizației Hidrografice Internaționale

Lista mărilor lumii în funcție de suprafață clasifică principalele corpuri de apă sărată de dimensiuni mari, părți ale oceanului planetar (mări), în funcție de suprafață.
Nu există o definiție universal acceptată a unei mări, nici o delimitare clară față de un golf sau canal maritim. În general, se consideră că mările sunt corpurile de apă sărată care fac parte din oceanul planetar și care sunt delimitate de uscat, respectiv de continente, arhipelaguri și insule. 
Glosarul de științe cartografice afirmă că limitele dintre mări și oceane sunt arbitrare, bazate mai degrabă pe convenții decât pe diferențe de ordin fizic. 
O primă definiție este aceea că o mare este o subdiviziune a unui ocean, ceea ce înseamnă că trebuie să fie situată deasupra unei cruste oceanice. În conformitate cu această definiție, deși este adesea considerată lac sărat deoarece este complet izolată de ocean, Marea Caspică este de fapt o mare, pentru că a făcut cândva parte dintr-un ocean antic.
Pe de altă parte, în conformitate cu Convenția Națiunilor Unite asupra dreptului mării, totalitatea oceanului planetar formează o „mare”, prin urmare orice corp de apă închis, izolat, neconectat la un ocean, este un lac și nu o mare.
Într-un sens mai strict dar cu unele excepții, în hidronimie, o mare se distinge de un ocean prin poziția sa geografică, adesea destul de închisă între mase de uscat, prin urmare cu o întindere și o adâncime mult mai mici, sau printr-o limitare generată de un platou continental. De exemplu, Marea Mediterană comunică cu Oceanul Atlantic prin Strâmtoarea Gibraltar, dar se distinge de acesta prin poziția sa aproape în întregime circumscrisă între Europa, Asia (Orientul Apropiat) și Africa și prin condiții maritime diferite: diferența de temperatură a apei, maree de amplitudini diferite, influența climatică diferită, care face posibilă distingerea climatului oceanic de cel mediteranean, implicit faună și floră distincte etc.
Aceeași distincție se poate face și între două mări: de exemplu, Canalul Mânecii este conectat la Oceanul Atlantic prin Marea Celtică, iar aceste două mări împart același platou continental (deși au o adâncime medie diferită). Însă Canalul Mânecii se distinge prin poziția sa mediană între coastele sudice ale Angliei și coastele nordice ale Franței, în timp ce Marea Celtică este situată între coastele sudice ale Irlandei, coastele de sud-vest ale Angliei și coastele de nord-vest ale Franței.
Acoperind cea mai mare parte (aproximativ 71%) a suprafeței Pământului și fiind în general interconectate la nivel global, acestea pot fi deschise, precum Marea Nordului sau Marea Chinei de Est, parțial închise, precum Marea Mediterană sau Marea Japoniei, sau închise, atunci când sunt complet izolate, precum Marea Caspică sau Marea Moartă. În aceste cazuri, mările sunt considerate lacuri sărate și nu mări.
Un caz special este Marea Sargaselor, singura mare din lume care nu este delimitată de uscat ci de un curent oceanic, respectiv Curentul Atlanticului de Nord.
| Imagine | Nume                                                                                              | Ocean                                   | Vecinătăți                                                                       | Suprafață (mii km2) | Adâncime medie (m) | Adâncime maximă (m) | Punct de minim | Țări riverane |
|         |                                                                                                   |                                         |                                                                                  |                     | | | | |
| ------- | ------------------------------------------------------------------------------------------------- | --------------------------------------- | -------------------------------------------------------------------------------- | ------------------- | --- | --- | --- | --- |
|         | Marea Filipinelor                                                                                 | Oceanul Pacific                         | Marea Chinei de Sud, Marea Chinei de Est, Marea Seto                             | 5.695               | 4.108 | 10.045 | Fosa Filipinelor, Emden Deep | Filipine · Indonezia · Japonia · Palau · Statele Federate ale Microneziei · Statele Unite (Insulele Mariane) · Taiwan |
|         | Marea Coralilor                                                                                   | Oceanul Pacific                         | Marea Tasmaniei, Marea Solomon, Marea Arafura                                    | 4.791               | 2.394 | 9.140 | | Australia · Franța (Noua Caledonie) · Papua Noua Guinee · Insulele Solomon · Vanuatu |
|         | Marea Mediterană Americană (American Mediterranean Sea, include Marea Caraibilor și Golful Mexic) | Oceanul Atlantic                        | Marea Sargaselor                                                                 | 4.319               | 2.216 | 7.686 | Fosa Cayman, Caribbean Deep | Antigua și Barbuda · Bahamas · Barbados · Belize · Columbia · Costa Rica · Cuba · Dominica · Republica Dominicană · Franța (Guadeloupe, Martinica, Saint Barthélemy, Saint Martin) · Grenada · Guatemala · Haiti · Honduras · Jamaica · Mexic · Nicaragua · Panama · Regatul Unit (Anguilla, Insulele Cayman, Insulele Turks și Caicos, Insulele Virgine Britanice, Montserrat) · Saint Kitts și Nevis · Sfânta Lucia · Sfântul Vicențiu și Grenadinele · Statele Unite · Statele Unite (Puerto Rico, Insulele Virgine Americane) · Trinidad și Tobago · Țările de Jos (Aruba, Bonaire, Curaçao, Saba, Sint Eustatius, Sint Maarten) · Venezuela |
|         | Marea Arabiei                                                                                     | Oceanul Indian                          | Golful Aden, Golful Oman, Marea Lacadivelor                                      | 3.862               | 2.734 | 4.652 | Wheatley Deep | India · Iran · Maldive · Oman · Pakistan · Seychelles · Somalia · Sri Lanka · Yemen |
|         | Marea Sargaselor                                                                                  | Oceanul Atlantic                        | Marea Caraibilor                                                                 | 3.500               | 3.646 | 8.378 | Fosa Puerto Rico, Brownson Deep | Singura mare fără litoral, delimitată de Curentul Golfului, Curentul Atlanticului de Nord, Curentul Canary și Curentul Nord-ecuatorial |
|         | Marea Chinei de Sud                                                                               | Oceanul Pacific                         | Marea Chinei de Est, Marea Filipinelor, Marea Sulu, Marea Java                   | 3.500               | 1.060 | 5.016 | Fosa Manila | Cambodgia · China · Filipine · Indonezia · Laos · Malaysia · Myanmar · Singapore · Taiwan · Thailanda · Vietnam |
|         | Marea Weddell                                                                                     | Oceanul Antarctic                       | Marea Scoția, Marea Lazarev                                                      | 2.800               | 500 | 5.148 | | Zona Antarctică Argentiniană · Zona Antarctică Britanică · Provincia Antártica Chilena |
|         | Marea Caraibilor                                                                                  | Oceanul Atlantic                        | Golful Mexic, Marea Sargaselor                                                   | 2.754               | 2.200 | 7.686 | Fosa Cayman, Caribbean Deep | Antigua și Barbuda · Barbados · Belize · Columbia · Costa Rica · Cuba · Dominica · Republica Dominicană · Franța (Guadeloupe, Martinica, Saint Barthélemy, Saint Martin) · Grenada · Guatemala · Haiti · Honduras · Jamaica · Mexic · Nicaragua · Panama · Regatul Unit (Anguilla, Insulele Cayman, Insulele Turks și Caicos, Insulele Virgine Britanice, Montserrat) · Saint Kitts și Nevis · Sfânta Lucia · Sfântul Vicențiu și Grenadinele · Statele Unite (Puerto Rico, Insulele Virgine Americane) · Trinidad și Tobago · Țările de Jos (Aruba, Bonaire, Curaçao, Saba, Sint Eustatius, Sint Maarten) · Venezuela                           |
|         | Marea Mediterană                                                                                  | Oceanul Atlantic                        | Marea Neagră                                                                     | 2.510               | 1.500 | 5.109 | Fosa Elenă, Calypso Deep | Albania · Algeria · Bosnia și Herțegovina · Cipru · Ciprul de Nord · Croația · Egipt · Franța · Grecia · Israel · Italia · Liban · Libia · Malta · Maroc · Monaco · Muntenegru · Palestina (Fâșia Gaza) · Regatul Unit (Akrotiri și Dhekelia și Gibraltar) · Siria · Slovenia · Spania · Tunisia · Turcia |
|         | Golful Guineei                                                                                    | Oceanul Atlantic                        | Include intersecția dintre ecuator și Meridianul Zero (Null Island)              | 2.350               | 3.743 | 6.363 | | Angola · Benin · Camerun · Coasta de Fildeș · Congo · Republica Democratică Congo · Gabon · Ghana · Guineea Ecuatorială · Liberia · Nigeria · São Tomé și Príncipe · Togo |
|         | Marea Tasmaniei                                                                                   | Oceanul Pacific                         | –                                                                                | 2.300               | 2.300 | 5.943 | | Australia · Noua Zeelandă |
|         | Golful Bengal                                                                                     | Oceanul Indian                          | Marea Andaman                                                                    | 2.172               | 2.600 | 4.694 | | Bangladesh · India · Indonezia · Myanmar · Sri Lanka |
|         | Marea Bering                                                                                      | Oceanul Pacific                         | Marea Ciukotsk                                                                   | 2.000               | 3.500 | 3.500 | | Rusia · Statele Unite |
|         | Marea Ohoțk                                                                                       | Oceanul Pacific                         | Marea Japoniei                                                                   | 1.583               | 859 | 3.372 | | Japonia · Rusia |
|         | Golful Mexic                                                                                      | Oceanul Atlantic                        | Marea Caraibilor                                                                 | 1.550               | 1.615 | 4.384 | | Cuba · Mexic · Statele Unite |
|         | Golful Alaska                                                                                     | Oceanul Pacific                         | –                                                                                | 1.533               | 3.000 | 7.822 | Fosa Aleutiană | Canada · Statele Unite |
|         | Marea Barents                                                                                     | Oceanul Arctic                          | Marea Norvegiei                                                                  | 1.400               | 230 | 600 | Fosa Bear Island | Norvegia · Rusia |
|         | Marea Norvegiei                                                                                   | Oceanul Atlantic                        | Marea Barents, Marea Groenlandei, Marea Nordului                                 | 1.383               | 2.000 | 3.970 | | Danemarca (Insulele Feroe) · Islanda · Norvegia · Regatul Unit (Insulele Shetland) |
|         | Marea Chinei de Est                                                                               | Oceanul Pacific                         | Marea Chinei de Sud, Marea Filipinelor, Marea Japoniei, Marea Galbenă            | 1.249               | 350 | 2.716 | Fosa Okinawa | Coreea de Nord · Coreea de Sud · China · Japonia · Taiwan |
|         | Golful Hudson                                                                                     | Oceanul Arctic                          | Marea Labrador                                                                   | 1.230               | 100 | 270 | | Canada |
|         | Marea Groenlandei                                                                                 | Oceanul Arctic/ Oceanul Atlantic        | Marea Norvegiei, Marea Barents, Marea Wandel                                     | 1.205               | 1.444 | 4.846 | | Danemarca (Groenlanda) · Islanda · Norvegia |
|         | Marea Somov                                                                                       | Oceanul Antarctic                       | Marea D'Urville, Marea Ross                                                      | 1.150               | 3.000 | 3.000 | | Antarctica |
|         | Mar de Grau                                                                                       | Oceanul Pacific                         | –                                                                                | 1.140               | | | | Peru |
|         | Marea Riiser-Larsen                                                                               | Oceanul Antarctic                       | Marea Lazarev, Marea Cosmonauților, Paralela 65° S                               | 1.138               | 3.000 | 3.000 | | Antarctica |
|         | Marea Japoniei                                                                                    | Oceanul Pacific                         | Marea Chinei de Est, Marea Ohoțk                                                 | 1.050               | 1.752 | 3.742 | | Coreea de Nord · Coreea de Sud · Japonia · Rusia |
|         | Marea Argentinei (nume dat de românul Julius Popper)                                              | Oceanul Atlantic                        | –                                                                                | 1.000               | 1.205 | 2.224 | | Argentina · Regatul Unit (Insulele Falkland) · Uruguay |
|         | Marea Siberiană Orientală                                                                         | Oceanul Arctic                          | Marea Laptev, Marea Ciukotsk                                                     | 987                 | 66 | 915 | | Rusia |
|         | Marea Lazarev                                                                                     | Oceanul Antarctic                       | Marea Regele Haakon VII, Marea Riiser-Larsen, Meridianul Zero – Meridianul 14° E | 929                 | 3.000 | 4.500 | | Antarctica |
|         | Marea Kara                                                                                        | Oceanul Arctic                          | Marea Barents, Marea Laptev                                                      | 926                 | 131 | 620 | | Rusia |
|         | Marea Scoția                                                                                      | Oceanul Antarctic                       | Oceanul Atlantic                                                                 | 900                 | 3.500 | 6.022 | | Antarctica |
|         | Marea Labrador                                                                                    | Oceanul Atlantic                        | Golful Hudson, Marea Baffin                                                      | 841                 | 1.898 | 4.316 | | Canada · Danemarca (Groenlanda) |
|         | Marea Andaman                                                                                     | Oceanul Indian                          | Marea Chinei de Sud, Golful Bengal                                               | 797,7               | 1.096 | 4.198 | | India · Indonezia · Malaysia · Myanmar |
|         | Marea Lacadivelor                                                                                 | Oceanul Indian                          | –                                                                                | 786                 | 1.929 | 4.131 | | India · Maldive · Sri Lanka |
|         | Marea Irminger                                                                                    | Oceanul Atlantic                        | –                                                                                | 780                 | | 4.600 | Irminger Basin | Danemarca (Groenlanda) · Islanda |
|         | Marea Solomon                                                                                     | Oceanul Pacific                         | Marea Coralilor, Marea Bismarck                                                  | 720                 | 2.652 | 9.140 | Fosa Noii Britanii, Planet Deep | Insulele Solomon · Papua Noua Guinee |
|         | Strâmtoarea Mozambic                                                                              | Oceanul Indian                          | –                                                                                | 700                 | | 3.292 | | Madagascar · Mozambic |
|         | Marea Cosmonauților                                                                               | Oceanul Antarctic                       | Marea Riiser-Larsen, Marea Cooperării                                            | 699                 | Marea Cosmonauților este un nume propus pentru o parte a Oceanului Antarctic care nu a beneficiat de măsurători de adâncime recunoscute oficial, prin urmare nu sunt disponibile date specifice privind această zonă | Marea Cosmonauților este un nume propus pentru o parte a Oceanului Antarctic care nu a beneficiat de măsurători de adâncime recunoscute oficial, prin urmare nu sunt disponibile date specifice privind această zonă | Marea Cosmonauților este un nume propus pentru o parte a Oceanului Antarctic care nu a beneficiat de măsurători de adâncime recunoscute oficial, prin urmare nu sunt disponibile date specifice privind această zonă | Antarctica |
|         | Marea Banda                                                                                       | Oceanul Pacific                         | Marea Timor, Marea Arafura, Marea Ceram, Marea Molucelor, Marea Halmahera        | 695                 | 3.000 | 7.351 | Weber Deep | Indonezia · Timorul de Est |
|         | Marea Baffin                                                                                      | Oceanul Arctic                          | Oceanul Atlantic                                                                 | 689                 | 861 | 2.136 | Baffin Hollow | Canada · Danemarca (Groenlanda) |
|         | Marea Laptev                                                                                      | Oceanul Arctic                          | Marea Kara, Marea Siberiană Orientală                                            | 662                 | 578 | 3.385 | | Rusia |
|         | Marea Arafura                                                                                     | Oceanul Pacific                         | Marea Banda, Marea Ceram, Marea Timor                                            | 650                 | 50 | 3.680 | | Australia · Indonezia · Papua Noua Guinee |
|         | Marea Ross                                                                                        | Oceanul Antarctic                       | Marea Amundsen, Marea Somov                                                      | 637                 | 500 | 2.972 | | Antarctica |
|         | Marea Ciukotsk                                                                                    | Oceanul Arctic                          | Marea Siberiană Orientală, Marea Beaufort, Marea Bering                          | 620                 | 80 | 1.200 | | Rusia · Statele Unite |
|         | Marea Timor                                                                                       | Oceanul Indian                          | Marea Arafura, Marea Banda                                                       | 610                 | 406 | 3.300 | Fosa Timor | Australia · Indonezia · Timorul de Est |
|         | Marea Nordului                                                                                    | Oceanul Atlantic                        | Marea Baltică, Marea Norvegiei                                                   | 575                 | 95 | 725 | Fosa Norvegiei | Belgia · Danemarca · Franța · Germania · Norvegia · Regatul Unit · Țările de Jos |
|         | Marea Bellingshausen                                                                              | Oceanul Antarctic                       | Marea Scoției, Marea Amundsen                                                    | 487                 | 1.261 | 4.500 | Bellinghausen Abyssal Plain | Antarctica |
|         | Marea Beaufort                                                                                    | Oceanul Arctic                          | Marea Ciukotsk                                                                   | 476                 | 124 | 4.683 | | Canada · Statele Unite |
|         | Marea Roșie                                                                                       | Oceanul Indian                          | Golful Aden, Golful Suez, Golful Aqaba                                           | 438                 | 490 | 3.040 | | Arabia Saudită · Djibouti · Egipt · Eritreea · Sudan · Yemen |
|         | Marea Neagră                                                                                      | Oceanul Atlantic                        | Marea Mediterană, Marea Azov, Marea Marmara                                      | 436                 | 1.253 | 2.212 | | Abhazia · Bulgaria · Georgia · România · Rusia · Turcia · Ucraina |
|         | Golful Aden                                                                                       | Oceanul Indian                          | Marea Arabiei, Marea Roșie                                                       | 410                 | 500 | 2.700 | | Djibouti · Somalia · Somaliland · Yemen · |
|         | Marea Galbenă                                                                                     | Oceanul Pacific                         | Marea Chinei de Est                                                              | 380                 | 44 | 152 | | China · Coreea de Nord · Coreea de Sud |
|         | Marea Baltică                                                                                     | Oceanul Atlantic                        | Marea Nordului                                                                   | 377                 | 55 | 459 | | Danemarca · Estonia · Finlanda · Germania · Letonia · Lituania · Polonia · Rusia · Suedia |
|         | Marea Caspică                                                                                     | mare închisă, cel mai mare lac din lume | –                                                                                | 371                 | 211 | 1.025 | | Azerbaidjan · Kazahstan · Iran · Rusia · Turkmenistan |
|         | Marea Libiei                                                                                      | Oceanul Atlantic, Marea Mediterană      | Marea Levantină, Marea Ionică, Marea Tireniană                                   | 350                 | 1.500 | 5.109 | | Libia |
|         | Marea Mawson                                                                                      | Oceanul Antarctic                       | Marea Davis, Marea D'Urville                                                     | 333                 | Marea Mawson este un nume propus pentru o parte a Oceanului Antarctic care nu a beneficiat de măsurători de adâncime recunoscute oficial, prin urmare nu sunt disponibile date specifice privind această zonă        | Marea Mawson este un nume propus pentru o parte a Oceanului Antarctic care nu a beneficiat de măsurători de adâncime recunoscute oficial, prin urmare nu sunt disponibile date specifice privind această zonă        | Marea Mawson este un nume propus pentru o parte a Oceanului Antarctic care nu a beneficiat de măsurători de adâncime recunoscute oficial, prin urmare nu sunt disponibile date specifice privind această zonă        | Antarctica |
|         | Marea Levantină                                                                                   | Oceanul Atlantic, Marea Mediterană      | Marea Egee, Marea Libiei                                                         | 320                 | 1.500 | 4.384 | Fosa Pliny | Cipru · Egipt · Israel · Liban · Siria · Turcia |
|         | Marea Java                                                                                        | Oceanul Pacific/ Oceanul Indian         | Marea Chinei de Sud, Marea Flores, Marea Bali                                    | 320                 | 46 | 1.272 | | Indonezia |
|         | Golful Thailandei                                                                                 | Oceanul Pacific                         | Marea Chinei de Sud                                                              | 304                 | 58 | 85 | | Malaysia · Thailanda · Cambodgia · Vietnam |
|         | Marea Celtică                                                                                     | Oceanul Atlantic                        | Marea Irlandei                                                                   | 300                 | 114 | 275 | Celtic Deep | Franța · Irlanda · Regatul Unit |
|         | Golful Carpentaria                                                                                | Oceanul Pacific, Marea Arafura          | Marea Coralilor                                                                  | 300                 | 60 | 69 | | Australia · Papua Noua Guinee |
|         | Marea Celebes                                                                                     | Oceanul Pacific                         | Marea Molucelor, Marea Java, Marea Sulu                                          | 280                 | 3.048 | 6.220 | | Filipine · Indonezia · Malaysia |
|         | Marea Tireniană                                                                                   | Oceanul Atlantic, Marea Mediterană      | Marea Ligurică, Marea Ionică                                                     | 275                 | 2.000 | 3.785 | | Franța (Corsica) · Italia |
|         | Marea Sulu                                                                                        | Oceanul Pacific                         | Marea Chinei de Sud, Marea Celebes                                               | 260                 | 4.400 | 5.500 | | Filipine · Malaysia |
|         | Marea Cooperării                                                                                  | Oceanul Antarctic                       | Marea Davis, Marea Cosmonauților                                                 | 258                 | Marea Cooperării este un nume propus pentru o parte a Oceanului Antarctic care nu a beneficiat de măsurători de adâncime recunoscute oficial, prin urmare nu sunt disponibile date specifice privind această zonă    | Marea Cooperării este un nume propus pentru o parte a Oceanului Antarctic care nu a beneficiat de măsurători de adâncime recunoscute oficial, prin urmare nu sunt disponibile date specifice privind această zonă    | Marea Cooperării este un nume propus pentru o parte a Oceanului Antarctic care nu a beneficiat de măsurători de adâncime recunoscute oficial, prin urmare nu sunt disponibile date specifice privind această zonă    | Antarctica |
|         | Golful Persic                                                                                     | Oceanul Indian                          | Golful Oman                                                                      | 251                 | 50 | 90 | | Arabia Saudită · Bahrain · Emiratele Arabe Unite · Irak · Iran · Kuweit · Oman · Qatar |
|         | Marea Flores                                                                                      | Oceanul Indian                          | Marea Java, Marea Banda, Marea Bali                                              | 240                 | 1.522 | 5.140 | Flores Basin | Indonezia |
|         | Golful Sfântul Laurențiu                                                                          | Oceanul Atlantic                        | Marile Lacuri                                                                    | 226                 | 152 | 530 | | Canada · Franța (Saint Pierre și Miquelon) |
|         | Golful Biscaya                                                                                    | Oceanul Atlantic                        | Marea Cantabriană                                                                | 223                 | 1.744 | 4.735 | | Franța · Spania |
|         | Marea Egee                                                                                        | Oceanul Atlantic, Marea Mediterană      | Marea Marmara, Marea Cretei                                                      | 214                 | 362 | 3.544 | | Grecia · Turcia |
|         | Golful Anadîr                                                                                     | Oceanul Pacific                         | Marea Bering                                                                     | 200                 | 105 | | | Rusia |
|         | Marea Molucelor                                                                                   | Oceanul Pacific                         | Marea Banda, Marea Celebes, Marea Filipinelor, Marea Halmahera                   | 200                 | 1.752 | 4.810 | Batjan basin | Indonezia |
|         | Golful Oman                                                                                       | Oceanul Indian                          | Marea Arabiei                                                                    | 181                 | | 3.700 | | Emiratele Arabe Unite · Iran · Oman · Pakistan |
|         | Marea Ionică                                                                                      | Oceanul Atlantic, Marea Mediterană      | Marea Egee, Marea Adriatică                                                      | 169                 | 1.200 | 4.026 | Fosa Elenă, Calypso Deep | Albania · Grecia · Italia |
|         | Golful California                                                                                 | Oceanul Pacific                         | –                                                                                | 160                 | 818 | 3.000 | | Mexic |
|         | Marea Balearelor                                                                                  | Oceanul Atlantic, Marea Mediterană      | –                                                                                | 150                 | | 2.132 | | Spania |
|         | Marea Adriatică                                                                                   | Oceanul Atlantic, Marea Mediterană      | Marea Ionică                                                                     | 138                 | 252,5 | 1.233 | | Albania · Bosnia și Herțegovina · Croația · Italia · Muntenegru · Slovenia |